# Leen Looijen
Leen Looijen (Wageningen, 9 juli 1947) is een Nederlands voetbalcoach.
Looijen was als trainer actief bij N.E.C., NAC Breda, RKC Waalwijk, Sankt Gallen (Zwitserland), FC Emmen, Willem II, FC Groningen en Vitesse.
Hij was hoofdtrainer van N.E.C. van januari tot juni 1974, van 1978 tot 1981 en van 1987 tot 1991. Van 1994 tot juli 2007 vervulde hij bij dezelfde club de functie van technisch directeur, totdat deze functie werd overgenomen door Carlos Aalbers. Daarna was Looijen hoofd scouting van N.E.C. en was hij tevens de bondscoach van het Nederlands-Antilliaans voetbalelftal. Deze functie bekleedde hij tot juni 2008.
In januari 2009 werd hij technisch directeur van De Graafschap. Daar werd hij op 20 september 2011 ontslagen. In mei 2012 verscheen zijn boek Van verliezen leer je winnen in samenwerking met journalist Bert Nederlof.
Looijen was vanaf augustus 2013 voor drie maanden bondscoach van de nationale voetbalploeg van Tuvalu. Hij trainde de Tuvaluanen dagelijks en ze speelden zo’n 20 oefenwedstrijden tegen amateurclubs uit het hele land. Tevens trainde hij sinds de zomer van 2013 vv Jonker Boys.
In 2014 verscheen het boek "Het geheim van voetbalmoeders". Looijen en Peter de Jonge (voormalig AD-hoofdredacteur) hebben het geschreven onder hun pseudoniem 'Peter Lane'. Dat jaar werd Looijen scout voor de Football Federation Australia.
Op 7 juli 2023 werd Looijen bij N.E.C. benoemd tot erelid.